# Versailles (Indiana)
Versailles – miasto w Stanach Zjednoczonych, w stanie Indiana, siedziba administracyjna hrabstwa Ripley.